# Jean Gigoux
Jean Gigoux (ur. 8 stycznia 1806 w Besançon, zm. w grudniu 1894 tamże) – francuski malarz historyczny, rysownik, litograf oraz ilustrator.

## Życiorys
Jean Gigoux urodził się w Besançon 8 stycznia 1806. Studiował w Akademii Besançon (Szkoła Sztuk Pięknych w Besançon) następnie w Szkole Sztuk Pięknych w Paryżu w 1828. W 1833 współpracował z powodzeniem z magazynem "Pittoresque". W 1835 ilustrował "Przypadki Idziego Blasa" autorstwa romansisty Alain-René Lesage tworząc 815 drzeworytów, co przyniosło mu spore uznanie. 
Był kochankiem hrabiny Hańskiej, żony Honoré de Balzac'a, utrzymywali wzajemne relacje przez wiele lat po śmierci wielkiego pisarza.
Artysta zmarł w grudniu 1894 w wieku 88 lat pozostawiając po sobie ponad 3000 rysunków i 460 obrazów ze szkoły hiszpańskiej, angielskiej, nordyckiej, niemieckiej itp. Dzieła znajdują się w Muzeum Sztuk Pięknych i Archeologii w Besançon stanowiąc 1/4 zbiorów ofiarowanych przez innych donatorów, jest to muzeum miejskie w miejscu urodzenia malarza.

## Anegdota na temat śmierci Balzaca
W roku 1907, Octave Mirbeau sprowokował skandal, wstawiając w samym środku swojej powieści opowiadającej o podróży przez Europę, La 628-E8, trzy rozdziały na temat „śmierci Balzaka”: wspomniał tam, że hrabina Hańska romansowała z Jeanem Gigoux, podczas gdy Balzac umierał w sąsiednim pokoju. Ostatecznie pisarz wycofał te rozdziały ze swojej książki na prośbę córki hrabiny Hańskiej.

## Ważniejsze dzieła
- 1833: ilustracje do Magasine Pittoresque.
- 1835: ilustracje do L'Histoire de Gil Blas de Santillane pisarza romansów Alain-René Lesage – 815 drzeworytów.

Artyście poświęcono wystawę twórczości w Muzeum Sztuk Pięknych w Rouen w 2007–2008 r.